# Accord de Bled (1947)

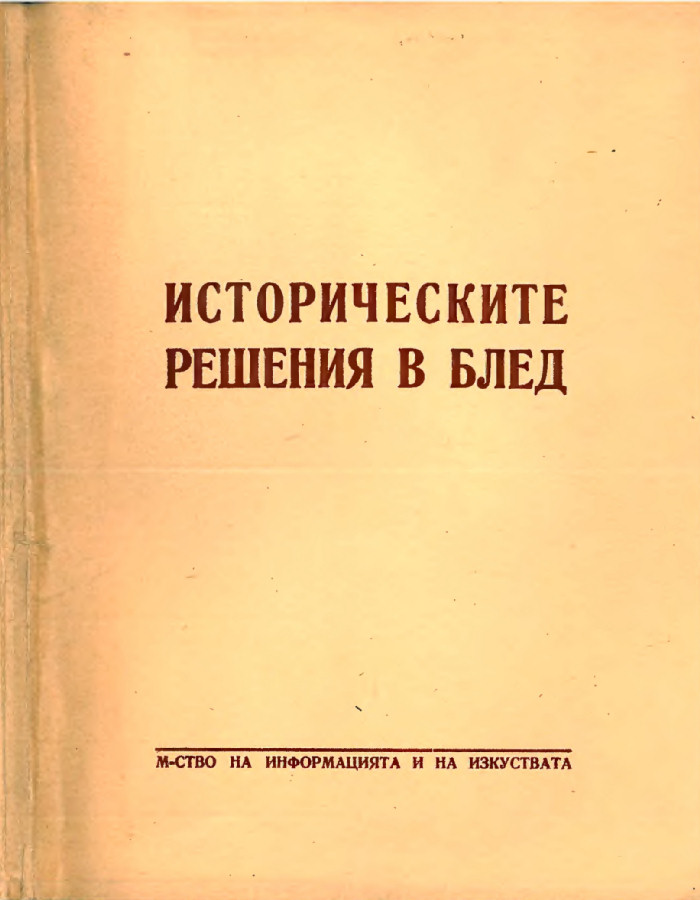
Историческите решения в Блед (trad. Les décisions historiques de Bled), Sofia, 1947.

Pour les articles homonymes, voir Accord de Bled.
L'accord de Bled (également appelé « traité Tito-Dimitrov ») est un traité signé le 1er août 1947 par Georgi Dimitrov et Josip Broz Tito à Bled, en République populaire de Slovénie (RPS Yougoslavie). Il ouvrit la voie à une future unification de la Bulgarie et de la Yougoslavie au sein d'une nouvelle fédération balkanique. Il prévoyait également la réunification de la Macédoine du Vardar et de la Macédoine du Pirin, ainsi que la rétrocession de plusieurs communes serbes bulgarophones à la Bulgarie. L'accord supprimait les visas et lançait les bases d'une union douanière. C'était également la première fois que la Bulgarie reconnaissait la spécificité culturelle des Macédoniens et la langue macédonienne.

## Histoire
Au sortir de la Seconde Guerre mondiale, cet accord symbolise les efforts mutuels pour développer de nouvelles relations entre les deux pays nouvellement communistes. Il prévoyait que le gouvernement prenne le contrôle effectif de la Bulgarie afin de garantir les droits des Macédoniens de la région du Pirin (aujourd'hui oblast de Blagoevgrad) à un développement économique et culturel propre. L'accord de Bled fut signé en parallèle du traité d'amitié, de coopération et d'assistance mutuelle conclu à Euxinograd entre la Yougoslavie et la Bulgarie.
Ce traité contient plusieurs accords sur la coopération économique, la simplification des formalités douanières, la mise en place future d'une union douanière, le franchissement des frontières internes et externes, et la citoyenneté entre les deux pays. Le gouvernement yougoslave a renoncé à 25 millions de dollars de dommages de guerre dus par la Bulgarie.
Cependant, des divergences sont rapidement apparues entre Tito et Dimitrov concernant la configuration de la fédération, et notamment concernant la question macédonienne. Alors que Dimitrov envisageait un État où la Yougoslavie et la Bulgarie seraient placées sur un pied d'égalité, avec une Macédoine plus ou moins rattachée à la Bulgarie, Tito voyait la Bulgarie comme une septième république dans une Yougoslavie élargie et dirigée depuis Belgrade. Leurs divergences étaient surtout fortes à propos du statut des Macédoniens : alors que Dimitrov les considérait comme une branche des Bulgares, Tito les voyait comme une nation indépendante qui n'avait absolument rien à voir avec les Bulgares.
Les politiques résultant de l'accord furent abandonnées après la rupture entre Tito et Staline en juin 1948. La Bulgarie, refusant de devenir une septième république de Yougoslavie comme l'imaginait Tito et étant liée aux intérêts de l'Union soviétique, prit position contre la Yougoslavie. Lorsque la campagne du Kominform contre la Yougoslavie ostracisa la direction du KPJ, le gouvernement bulgare révoqua l'accord de Bled et toutes ses dispositions le 1er octobre 1949.

## Sources
- Stavrianos, L. (1964) Balkan Federation: A History of the Movement Toward Balkan Unity in Modern Times. (Hamden, CT: Archon Books).